# Esquí alpí als Jocs Olímpics d'hivern de 2014
Als Jocs Olímpics d'Hivern de 2014, que se celebraren a la ciutat de Sotxi (Rússia), es disputaren deu proves d'esquí alpí, cinc en categoria masculina i cinc més en categoria femenina.
Les proves es realitzaren entre els dies 9 i 22 de febrer de 2014 a les instal·lacions de Rosa Khutor Extreme Park.

## Calendari
Els temps són UTC+04:00.
| Data         | Hora  | Prova                  |
| ------------ | ----- | ---------------------- |
| 9 de febrer  | 11:00 | Descens (homes)        |
| 10 de febrer | 11:00 | Combinada (dones)      |
| 10 de febrer | 15:00 | Combinada (dones)      |
| 12 de febrer | 11:00 | Descens (dones)        |
| 14 de febrer | 11:00 | Combinada (homes)      |
| 14 de febrer | 15:30 | Combinada (homes)      |
| 15 de febrer | 11:00 | Super gegant (dones)   |
| 16 de febrer | 11:00 | Super gegant (homes)   |
| 18 de febrer | 11:00 | Eslàlom gegant (dones) |
| 18 de febrer | 14:30 | Eslàlom gegant (dones) |
| 19 de febrer | 11:00 | Eslàlom gegant (homes) |
| 19 de febrer | 14:30 | Eslàlom gegant (homes) |
| 21 de febrer | 16:45 | Eslàlom (dones)        |
| 21 de febrer | 19:00 | Eslàlom (dones)        |
| 22 de febrer | 16:45 | Eslàlom (homes)        |
| 22 de febrer | 20:15 | Eslàlom (homes)        |

## Participants
Hi participaren un total de 332 esquiadors de 74 Comitès Nacionals diferents:
| - Albània (2) - Alemanya (7) - Andorra (4) - Argentina (6) - Armènia (1) - Austràlia (5) - Àustria (22) - Azerbaidjan (2) - Belarús (2) - Bòsnia i Hercegovina (3) - Brasil (2) - Bulgària (4) - Canadà (15) - Corea del Sud (5) - Croàcia (8) - Dinamarca (1) - Eslovàquia (9) - Eslovènia (9) - Espanya (5) | - Estats Units (20) - Estònia (2) - Finlàndia (8) - França (19) - Geòrgia (3) - Grècia (3) - Hongria (3) - Illes Caiman (1) - Illes Verges Americanes (1) - Índia (1) - Iran (3) - Irlanda (2) - Islàndia (4) - Israel (2) - Itàlia (19) - Japó (2) - Kazakhstan (4) - Kirguizstan (1) - Letònia (5) | - Líban (2) - Liechtenstein (3) - Lituània (2) - Macedònia del Nord (1) - Malta (1) - Marroc (2) - Mèxic (1) - Mònaco (3) - Montenegro (2) - Noruega (10) - Nova Zelanda (1) - Pakistan (1) - Perú (2) - Polònia (6) - Portugal (2) - Regne Unit (2) - Moldàvia (1) - Txèquia (8) - Romania (3) | - Rússia (9) - San Marino (2) - Sèrbia (2) - Suècia (12) - Suïssa (21) - Tadjikistan (1) - Tailàndia (2) - Timor Oriental (1) - Togo (1) - Turquia (2) - Ucraïna (2) - Uzbekistan (2) - Veneçuela (1) - Xile (3) - R.P. de la Xina (2) - Xipre (2) - Zimbàbue (1) |

## Resum de medalles

### Categoria masculina
| Prova                  | Or             | Argent              | Bronze               |
| Descens Detalls        | Matthias Mayer | Christof Innerhofer | Kjetil Jansrud       |
| Super Gegant Detalls   | Kjetil Jansrud | Andrew Weibrecht    | Jan Hudec            |
| Super Gegant Detalls   | Kjetil Jansrud | Andrew Weibrecht    | Bode Miller          |
| Eslàlom gegant Detalls | Ted Ligety     | Steve Missillier    | Alexis Pinturault    |
| Eslàlom Detalls        | Mario Matt     | Marcel Hirscher     | Henrik Kristoffersen |
| Combinada Detalls      | Sandro Viletta | Ivica Kostelić      | Christof Innerhofer  |

### Categoria femenina
| Prova                  | Or                | Argent            | Bronze              |
| Descens Detalls        | Dominique Gisin   | no es concedí     | Lara Gut            |
| Descens Detalls        | Tina Maze         | no es concedí     | Lara Gut            |
| Super Gegant Detalls   | Anna Fenninger    | Maria Höfl-Riesch | Nicole Hosp         |
| Eslàlom gegant Detalls | Tina Maze         | Anna Fenninger    | Viktoria Rebensburg |
| Eslàlom Detalls        | Mikaela Shiffrin  | Marlies Schild    | Kathrin Zettel      |
| Combinada Detalls      | Maria Höfl-Riesch | Nicole Hosp       | Julia Mancuso       |

## Medaller

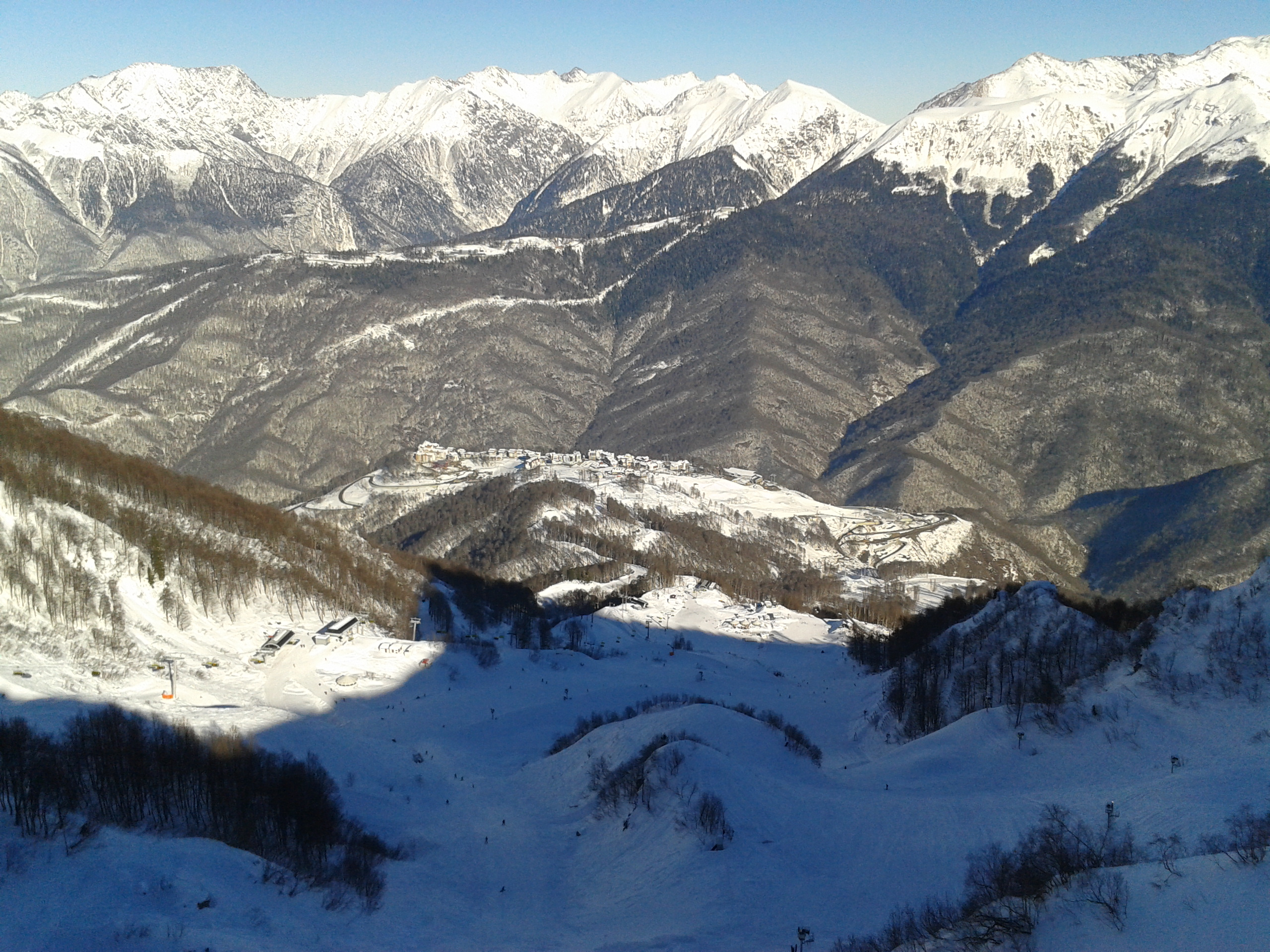
Rosa Khutor l'any 2013

| Pos. | País         | Or | Plata | Bronze | Total |
| 1    | Àustria      | 3  | 4     | 2      | 9     |
| 2    | Estats Units | 2  | 1     | 2      | 5     |
| 3    | Suïssa       | 2  | 0     | 1      | 3     |
| 4    | Eslovènia    | 2  | 0     | 0      | 2     |
| 5    | Alemanya     | 1  | 1     | 1      | 3     |
| 6    | Noruega      | 1  | 0     | 2      | 3     |
| 7    | França       | 0  | 1     | 1      | 2     |
| 7    | Itàlia       | 0  | 1     | 1      | 2     |
| 9    | Croàcia      | 0  | 1     | 0      | 1     |
| 10   | Canadà       | 0  | 0     | 1      | 1     |
|      | Total        | 11 | 9     | 11     | 31    |